# 銚子地方気象台
銚子地方気象台（ちょうしちほうきしょうだい）は、千葉県銚子市にある地方気象台。東京管区気象台の管内地方気象台の1つ。2020年4月時点での銚子地方気象台長は福田正人。熊谷、彦根、下関と共に、県庁所在地ではない自治体に設置されている県単位の地方気象台である。

## 所在地
- 〒288-0001
- 千葉県銚子市川口町2丁目6431番地[3]
- 銚子港湾合同庁舎 3階

## 沿革
1886年9月1日、銚子港に海運会社を中心に私立銚子測候所が開設された。その後、県立を経て国営移管され1957年に地方気象台となった。 開設以来、何度かの移転ののち、1986年8月22日に現在の合同庁舎へ移転し業務が続けられている。